# Gabinet Werner-Schaus II
El Gabinet Werner-Schaus II va formar el govern de Luxemburg del 6 de febrer de 1969 al 15 de juny de 1974. Al llarg del gabinet, el vice-primer ministre va ser Eugène Schaus, en substitució de Henry Cravatte, que havia estat vice-primer ministre al gabinet Werner-Cravatte. Va ser una coalició entre el Partit Popular Social Cristià (CSV), i el Partit Democràtics (DP).

## Composició

### 6 de febrer de 1969 a 5 de juliol de 1971
| Nom   | Nom                      | Partit | Càrrec                                                                                               |
| ----- | ------------------------ | ------ | --- |
|       | Pierre Werner            | CSV    | Primer Ministre Ministre de Finances                                                                 |
|       | Eugène Schaus            | DP     | Viceprimer Ministre Ministre de l'Interior Ministre de la Força Pública                              |
|       | Jean-Pierre Büchler      | CSV    | Ministre d'Agricultura i Viticultura Ministre d'Obres Públiques                                      |
|       | Jean Dupong              | CSV    | Ministre d'Educació Nacional Ministre de Treball i Seguretat Social                                  |
|       | Madeleine Frieden-Kinnen | CSV    | Ministre de Família, Jovent, Solidaritat Social i Salut Pública Ministre d'Afers Culturals i Religió |
|       | Gaston Thorn             | DP     | Ministre d'Afers Exteriors Ministre de Funció Pública Ministre d'Educació Física i Esport            |
|       | Marcel Mart              | DP     | Ministre d'Economia Ministre de Transports                                                           |
| Font: |                          |        | |

### 5 de juliol de 1971 a 19 de setembre de 1972
| Nom   | Nom                      | Partit | Càrrec                                                                                               |
| ----- | ------------------------ | ------ | --- |
|       | Pierre Werner            | CSV    | Primer Ministre Ministre de Finances                                                                 |
|       | Eugène Schaus            | DP     | Viceprimer Ministre Ministre de Justícia Ministre de l'Interior Ministre de la Força Pública         |
|       | Jean-Pierre Büchler      | CSV    | Ministre d'Agricultura i Viticultura Ministre d'Obres Públiques                                      |
|       | Jean Dupong              | CSV    | Ministre d'Educació Nacional Ministre de Treball i Seguretat Social                                  |
|       | Madeleine Frieden-Kinnen | CSV    | Ministre de Família, Jovent, Solidaritat Social i Salut Pública Ministre d'Afers Culturals i Religió |
|       | Gaston Thorn             | DP     | Ministre d'Afers Exteriors Ministre de Funció Pública Ministre d'Educació Física i Esport            |
|       | Marcel Mart              | DP     | Ministre d'Economia Ministre de Transports                                                           |
|       | Camille Ney              | CSV    | Secretari d'Estat d'Agricultura i Viticultura Secretari d'Estat d'Educació Nacional                  |
|       | Émile Krieps             | DP     | Seguretat d'Estat de l'Interior                                                                      |
| Font: |                          |        | |

### 19 de setembre de 1972 a 15 de juny de 1974
| Nom   | Nom                 | Partit | Càrrec |
| ----- | ------------------- | ------ | --- |
|       | Pierre Werner       | CSV    | Primer Ministre Ministre de Finances Ministre d'Afers Culturals                                               |
|       | Eugène Schaus       | DP     | Viceprimer Ministre Ministre de Justícia Ministre de l'Interior Ministre de la Força Pública                  |
|       | Jean-Pierre Büchler | CSV    | Ministre d'Obres Públiques Ministre de Família, Habitatge Social i Solidaritat Social Ministre de Viticultura |
|       | Jean Dupong         | CSV    | Ministre d'Educació Nacional Ministre de Treball i Seguretat Social                                           |
|       | Gaston Thorn        | DP     | Ministre d'Afers Exteriors Ministre de Funció Pública Ministre d'Educació Física i Esport                     |
|       | Marcel Mart         | DP     | Ministre d'Economia Ministre de Transports                                                                    |
|       | Camille Ney         | CSV    | Ministre d'Agricultura Ministre de Salut Pública                                                              |
|       | Émile Krieps        | DP     | Seguretat d'Estat de l'Interior                                                                               |
|       | Jacques Santer      | CSV    | Secretari d'Estat d'Afers Culturals de la Secretaria d'Estat de Treball i Seguretat Social                    |
| Font: |                     |        | |